# Campomaggiore
Campomaggiore es un municipio situado en el territorio de la provincia de Potenza, en Basilicata (Italia). Tiene una población estimada, a principios de 2021, de 744 habitantes.

## Demografía
| Gráfica de evolución demográfica de Campomaggiore entre 1861 y 2020 |
|                                                                     |
| Fuente ISTAT - Elaboración gráfica a cargo de Wikipedia             |